# Немецкий берег
Немецкий берег (Германский берег: англ. German Coast, нем. Deutsche Küste) — территория раннего поселения в Луизиане, расположенного под Новым Орлеаном на реке Миссисипи в современной Акадиане.
Была населена немецкими иммигрантами, которые владели четырьмя рабовладельческими поселениями — Карлштейн, Хоффен, Мариенталь и Аугсбург (Karlstein, Hoffen, Mariental, Augsburg). С 2014 года эта территория открыта для экскурсий; здесь расположен музей рабства — Whitney Plantation Historic District, открытый для общественности.

## История

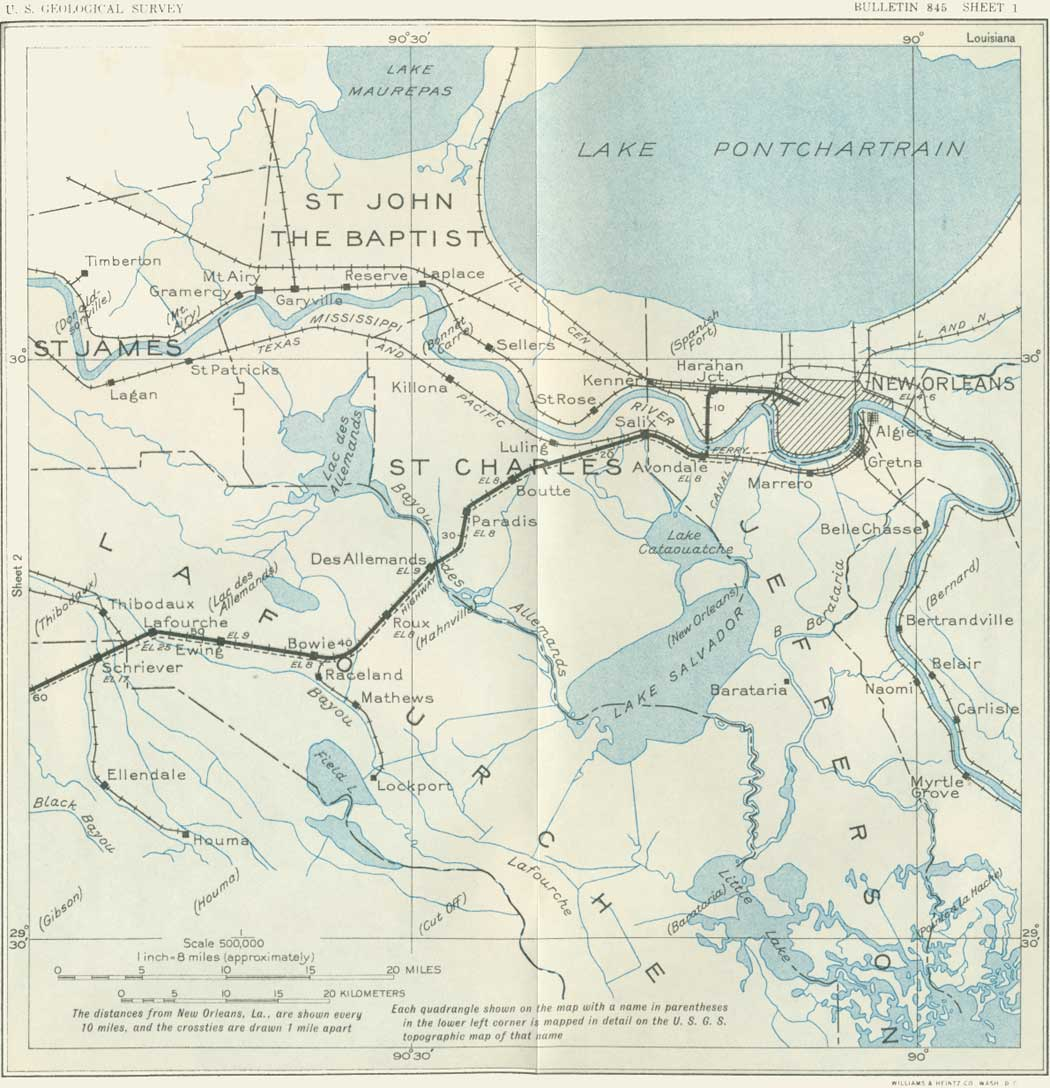
«Côte des Allemands» en Louisiane (Lac des Allemands, Bayou Des Allemands, Ville Des Allemands)

Большинство поселенцев на Германский берег прибыли из Рейнской области Пруссии, немецкоязычных кантонов Швейцарии и других регионов немецких государств. Многие приехали из Эльзаса и Лотарингии во Франции, некоторые из Бельгии. Со временем немецкие иммигранты начали говорить по-французски и вступать в брак с ранними французскими поселенцами. Вместе с другими поселенцами они стали участниками создания культуры каджунов. Некоторые распространенные фамилии каджунов имеют немецкое происхождение.
Карлштейн был назван в честь Карла Фридриха д'Аренсбурга, который более 55 лет был признанным лидером немецких поселенцев в регионе вдоль западного берега реки Миссисипи. Название этого региона сложилось из-за большого количества немецких иммигрантов, которые были поселены вдоль реки Миссисипи в 1721 году Джоном Ло и Миссисипской компанией. Когда компания свернула свою деятельность, немцы стали независимыми собственниками этой земли.

### Военные события
Во время Луизианского восстания 1768 года немецкие колонисты этого региона организовали поход на Новый Орлеан с целью свержения испанского колониального губернатора Антонио де Ульоа. Несколько лет спустя немецкие и акадские поселенцы снова объединились под руководством испанского колониального губернатора Бернардо де Гальвеса, чтобы сражаться с англичанами во время войны за независимость США.

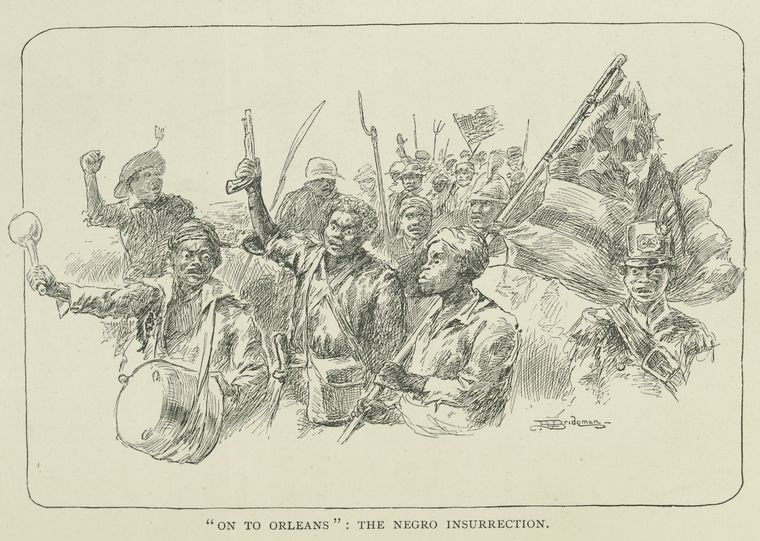
«Дальше в Орлеан» («On to Orleans») Восстание негров. Немецкобережное восстание 1811 года было восстанием рабов в некоторых частях территории Орлеана в Соединенных Штатах.

Эта территория стала местом крупного восстания рабов в истории США — Восстания на немецком побережье 1811 года, случившегося после того, как США приобрели территорию Луизианы. По разным оценкам в нём приняли участие от 200 до 500 рабов. Почти половина из них была убита, остальные казнены после проведения трибуналов в приходах, в том числе в Орлеанском приходе.
Во время Первой мировой войны в ответ на действия Германии, как врага США, законодательный орган штата Луизиана принял закон — Act 114, который запрещал все проявления немецкой культуры на территории штата, особенно печатное или устное использование немецкого языка.